# Species Algarum
Species Algarum (abreviado Spec. Alg.) es un libro con ilustraciones y descripciones botánicas que fue escrito por el matemático, botánico, micólogo, pteridólogo, y algólogo sueco Carl Adolph Agardh y publicado en Lund, Greifswald en 2 volúmenes en los años 1820 a 1828 con el nombre de Species Algarum Rite Cognite, cum Synonymis, Differntis Specificis et Descriptionibus Succinctis.

## Publicación
- Volumen nº 1, pars 1, [1-1v], [1]-168, 1820; pars 2, [v-vi], 169-398, 1822;
- Volumen nº 2, [i], [i]-lxxvi, [1]-189, 1828, Sep-Dec